# مير هزار خان كهوسو
مير هزار خان كهوسو (بالأردوية: میر ہزار خان کھوسو)‏ (ولد 30 سمبتمبر 1929)، شغل منصب القائم بأعمال رئيس الوزراء الباكستاني من 25 مارس 2013 إلى 5 يونيو 2013. وقبل ذلك شغل منصب رئيس المحكمة الشرعبة الفدرالية. عرف ببساطته وله ثلاثة أبناء. تلقى تعليمه الجامعي في جامعة السند وجامعة كراتشي.